# Indicatif régional 650

Carte de l'État de Californie avec les territoires de ses indicatifs régionaux. L'indicatif régional 650 est en rouge.

L'indicatif régional 650 est l'un des multiples indicatifs téléphoniques régionaux de l'État de Californie aux États-Unis. Selon les plans actuels (en 2011), cet indicatif sera chevauché par l'indicatif régional 764 à une date non encore déterminée.
Cet indicatif dessert la plus grande partie du comté de San Mateo et le nord ouest du comté de Santa Clara (c'est-à-dire la péninsule de San Francisco à l'exception de la ville et du comté de San Francisco). Plus précisément, il dessert les villes de San Mateo, Palo Alto, Redwood City et Daly City.
La carte ci-contre indique en rouge le territoire couvert par l'indicatif 650.
L'indicatif régional 650 fait partie du plan de numérotation nord-américain.